# Michael Kelly (Unternehmen)
Michael Kelly ist ein amerikanisches Gitarrenbauerunternehmen, das 1999 in Clearwater, Florida, USA gegründet wurde. Es ist eine Tochterunternehmung von HHI Music Brands zu der auch B. C. Rich gehört.
Michael Kelly stellt neben Gitarren auch noch Mandolinen sowie Akustik Bässe her.
Bekannte Musiker mit Michael Kelly Instrumenten sind u. a. ex-Guns-n’-Roses-Bassist Duff McKagan.